# Performance Rockin' the Fillmore
Albums de Humble Pie
Rock On
(1971) Smokin' (album d'Humble Pie)
(1972)
Performance Rockin' The Fillmore est un album live du groupe de rock britannique Humble Pie. Il est sorti en novembre 1971 sur le label A&M Records et a été produit par le groupe.

## Historique
Cet album fut enregistré au Fillmore East de New-York les 28 et 29 mai 1971. Le groupe donna lors de ces deux jours, quatre concerts, deux "first show" et deux "second show". Si les titres ne varient que très peu d'un concert à l'autre, Humble Pie n'a joué que peu de leurs compositions originales à l'exception de Stone Cold Fever (jouée une seule fois pendant le premier show du 29 mai).
Les concerts sont composés de reprises de classiques du blues (I'm Ready, Rollin' Stone), du rhythm and blues (Hallelujah (I Love Her So) de Ray Charles ou encore I Don't Need No Doctor de Nick Ashford, Valerie Simpson et Jo Armstead), le tout à la sauce Humble pie c'est-à-dire souvent à la limite du hard rock.
Peu avant la sortie de l'album, le groupe sortit une version écourtée de I Don't Need No Doctor en single qui se classa à la 73e place du Billboard Hot 100. C'est aussi à peu près à cette période que Peter Frampton décida de quitter le groupe pour se lancer dans une carrière solo.
L'album se classa à la 21e place du Billboard 200 aux États-Unis où il sera certifié disque d'or pour plus de 500 000 albums vendus. En Grande-Bretagne, il se classa à la 32e place.
En 2013, le label américain, Omnivore Recordings, sortira l'intégralité des quatre concerts donnés le 28 et 29 mai 1971 dans un coffret de quatre compact-disc intitulé, Performance Rockin' the Fillmore - Complete Recordings.

## Liste des titres
Face 1
| No | Titre            | Auteur                                                     | Date de l'enregisrement | Durée |
| -- | ---------------- | ---------------------------------------------------------- | ----------------------- | ----- |
| 1. | Four Day Creep   | Ida Cox                                                    | 29/5/71, deuxième show  | 3:46  |
| 2. | I'm Ready        | Humble Pie (musique), Willie Dixon (paroles)               | 29/5/71, deuxième show  | 8:31  |
| 3. | Stone Cold Fever | Peter Frampton, Steve Marriott, Greg Ridley, Jerry Shirley | 29/5/71, premier show   | 6:18  |

Face 2
| No | Titre                       | Auteur          | Date de l'enregistrement | Durée |
| -- | --------------------------- | --------------- | ------------------------ | ----- |
| 1. | I Walk On Guilded Splinters | Dr. John Creaux | 29/5/71, deuxième show   | 23:25 |

Face 3
| No | Titre         | Auteur       | Date de l'enregistrement | Durée |
| -- | ------------- | ------------ | ------------------------ | ----- |
| 1. | Rollin' Stone | Muddy Waters | 28/5/71, premier show    | 16:07 |

Face 4
| No | Titre                    | Auteur                                     | Date de l'enregistrement | Durée |
| -- | ------------------------ | ------------------------------------------ | ------------------------ | ----- |
| 1. | Hellujah (I Love Her So) | Ray Charles                                | 28/5/71, premier show    | 5:10  |
| 2. | I Don't Need No Doctor   | Nick Ashford, Valerie Simpson, Jo Armstead | 28/5/71, premier show    | 9:15  |

## Musiciens
- Steve Marriott: chant, guitares, harmonica
- Peter Frampton: guitares, chant
- Greg Ridley: basse, chant
- Jerry Shirley: batterie, percussions

## Charts et certification
| Pays        | Durée du classement | Meilleur classement |
| ----------- | ------------------- | ------------------- |
| Allemagne   | 1 semaine           | 40e                 |
| Canada      | 13 semaines         | 17e                 |
| États-Unis  | 32 semaines         | 21e                 |
| Royaume-Uni | 2 semaines          | 32e                 |

| Pays       | Certification | Ventes    | Date       |
| ---------- | ------------- | --------- | ---------- |
| États-Unis | Or            | 500 000 + | 23/02/1972 |

Charts singles
| Année           | Single                  | Chart       | Durée du classement | Position |
| --------------- | ----------------------- | ----------- | ------------------- | -------- |
| 1971            | I Don't Need No Doctor" | Hot 100     | 8 semaines          | 73e      |
| RPM Top Singles | I Don't Need No Doctor" | 10 semaines | 72e                 |          |